# گولدن‌آی
گولدن‌آی یا چشم‌طلایی (به انگلیسی: GoldenEye) فیلمی در گونه جاسوسی اکشن و محصول سال ۱۹۹۵ میلادی است. این فیلم هفدهمین محصول شرکت ایون پروداکشنز از مجموعه فیلم‌های جیمز باند و نخستین اثری است که پیرس برازنان در آن به ایفای نقش جیمز باند پرداخت. این فیلم که به کارگردانی مارتین کمبل ساخته شد، نخستین فیلم این مجموعه بود که هیچ‌یک از عناصر داستانی آثار ایان فلمینگ، نویسنده داستان‌های جیمز باند، را در بر نداشت. داستان فیلم در ابتدا توسط مایکل فرنس نوشته و سپس با همکاری سایر نویسندگان تکمیل شد. در این فیلم، جیمز باند تلاش می‌کند تا از اقدام یک مأمور سابق ام‌آی۶ با اسم رمز ۰۰۶ (با بازی شان بین) جلوگیری کند؛ چرا که قصد دارد با استفاده از یک سلاح ماهواره‌ای، لندن را هدف قرار داده و با ایجاد فروپاشی مالی، اقتصاد جهانی را به بحران بکشاند.
به دنبال کناره‌گیری آلبرت آر. براکلی از تهیه‌کنندگی فیلم‌های جیمز باند، گلدن‌آی نخستین فیلم این مجموعه بود که بدون مشارکت مستقیم او تولید شد. تهیه‌کنندگی این فیلم را دختر او، باربارا براکلی، به همراه مایکل جی. ویلسون بر عهده داشتند. با این حال، آلبرت براکلی همچنان به عنوان مشاور تهیه‌کننده در روند ساخت فیلم حضور داشت و با درگذشت او در سال ۱۹۹۶، این اثر به آخرین پروژه سینمایی‌اش تبدیل شد.
این فیلم نخستین اثر در مجموعه فیلم‌های جیمز باند بود که پس از فروپاشی اتحاد جماهیر شوروی و پایان جنگ سرد ساخته شد و وقایع آن، زمینه‌ساز رویدادهای فیلم شدند. تصویربرداری اصلی گلدن‌آی از ژانویه تا ژوئن ۱۹۹۵ در بریتانیا، روسیه، مونت‌کارلو و پورتوریکو انجام شد. این فیلم همچنین نخستین پروژه‌ای بود که در استودیوی تازه‌تأسیس لیوزدن فیلم‌برداری شد. گلدن‌آی نخستین فیلم جیمز باند بود که از تصاویرسازی رایانه‌ای بهره می‌برد و همچنین آخرین فیلمی بود که در دوران حرفه‌ای ناظر جلوه‌های ویژه، درک مدینگز، ساخته شد. به دنبال ایجاد اختلافات حقوقی، گلدن‌آی پس از یک وقفه شش‌ساله اکران شد. در این مدت، قرارداد تیموتی دالتون به پایان رسید و او از بازی در نقش جیمز باند کناره‌گیری کرد؛ در نتیجه، پیرس برازنان جایگزین او شد. نقش ام نیز با بازی جودی دنچ بازآفرینی شد. او نخستین زنی بود که در نقش این شخصیت ظاهر می‌شد. سامانتا باند نیز برای نقش خانم مانی‌پنی جایگزین کارولین بلیس شد. تنها بازیگری که نقش پیشین خود را حفظ کرد، دزموند لولین در نقش کیو بود.
گلدن‌آی با فروش بیش از ۳۵۶ میلیون دلار، عملکرد بسیار بهتری از سایر فیلم‌های جیمز باند در دهه ۱۹۸۰ داشت و به چهارمین فیلم پرفروش سال ۱۹۹۵ و پرفروش‌ترین فیلم جیمز باند از زمان مون‌ریکر (۱۹۷۹) تبدیل شد. این فیلم نقدهای مثبتی از منتقدان دریافت کرد و بازی برازنان به‌عنوان جانشین شایسته شان کانری تحسین شد. این فیلم همچنین نامزد دریافت جوایز بهترین جلوه‌های ویژه بصری و بهترین صدا از آکادمی فیلم و تلویزیون بریتانیا شد. فیلم فردا هرگز نمی‌میرد پس از گلدن‌آی و در سال ۱۹۹۷ به نمایش درآمد.

## خلاصه داستان
در سال ۱۹۸۶، مأموران MI6، جیمز باند و الک ترولیان، به یک آزمایشگاه مخفی سلاح‌های شیمیایی شوروی نفوذ می‌کنند. پس از اینکه باند شاهد به‌ظاهر اعدام ترولیان توسط سرهنگ آرکادی گریگوروویچ اوروموف، فرمانده پایگاه، می‌شود، محل را نابود کرده و با یک هواپیمای دزدیده شده فرار می‌کند.
نه سال بعد و پس از فروپاشی اتحاد جماهیر شوروی، باند تلاش می‌کند از سرقت یک هلیکوپتر هجومی یوروکوپتر تایگر توسط زنیا اوناتوپ، عضو سازمان جنایی جانوس، در نمایش نظامی مونت‌کارلو جلوگیری کند اما موفق نمی‌شود. در لندن، باند به همراه کارکنان MI6 حادثه در سورنایا، سیبری را زیر نظر می‌گیرند؛ هلیکوپتر دزدیده شده در یک سایت راداری ظاهر شده و ناگهان انفجاری الکترومغناطیسی باعث نابودی سایت، چند جنگنده روسی و اخلال در ماهواره‌های مدار می‌شود.
M جدید باند را مأمور تحقیق می‌کند؛ مشخص می‌شود این انفجار از ماهواره‌ای نظامی شوروی به نام «گلدن‌آی» که مجهز به سلاح الکترومغناطیسی هسته‌ای است، نشأت گرفته. در حالی که جانوس مظنون اصلی است، باند به دخالت اوروموف، حالا ژنرال، مشکوک است، چون برای فعال کردن این سلاح دسترسی‌های سطح بالا لازم است. باند به سنت پترزبورگ می‌رود و با مأمور CIA جک وید تماس می‌گیرد که او را به ملاقات والنتین دیمیترویچ زوکوفسکی، مأمور سابق KGB و حالا گنگستر، راهنمایی می‌کند تا واسطه ملاقات با جانوس شود.
در ملاقات با جانوس، همراه با اوناتوپ، باند متوجه می‌شود رهبر گروه، ترولیان، که مرگش ساختگی بود، انتقام والدینش را می‌گیرد؛ والدینی که در جریان جنگ جهانی دوم به خاطر همکاری با متفقین به اتحاد جماهیر شوروی بازگردانده شده و توسط بریتانیا رها شده بودند. باند و برنامه‌نویس ناتالیا سیمونوا که از حمله سورنایا جان سالم به در برده، در همان هلیکوپتر تایگر دزدیده شده اسیر می‌شوند. آن‌ها موفق به فرار می‌شوند اما توسط وزیر دفاع روسیه، دمیتری میشکین، بازداشت و مورد بازجویی قرار می‌گیرند.
میشکین تأیید می‌کند اوروموف در حمله گلدن‌آی دست دارد و برنامه‌نویس دیگر، بوریس گریشِنکو، نیز در قید حیات و در خدمت جانوس است. پیش از اقدام میشکین، اوروموف او را می‌کشد و ناتالیا را می‌دزدد. باند سوار تانک T-55 شده و اوروموف را در قطار موشکی جانوس تعقیب و می‌کشد و پیش از انفجار قطار با ناتالیا فرار می‌کند.
باند و ناتالیا به کوبا می‌روند و بوریس را در جنگل‌های جزیره پیدا می‌کنند. هنگام پرواز، مورد حمله قرار می‌گیرند؛ اوناتوپ از هلیکوپتر پایین آمده حمله می‌کند اما باند هلیکوپتر را نابود و او را فلج می‌کند. آن‌ها پایگاه مخفی زیر دریاچه مصنوعی‌ای را کشف می‌کنند که آنتن ماهواره در آن قرار دارد. باند حین نصب بمب دستگیر می‌شود و ترولیان هدف خود برای دزدیدن پول بانک انگلستان و نابود کردن سوابق مالی با گلدن‌آی را فاش می‌کند. هدف ترولیان از انفجار الکترومغناطیسی ایجاد فروپاشی اقتصادی و بازگشت انگلستان به عصر حجر است.
ناتالیا با هک ماهواره، آن را برای ورود به جو و نابودی خود برنامه‌ریزی می‌کند اما دستگیر می‌شود. بوریس تلاش می‌کند برنامه را لغو کند اما با بمب مخفی‌شده در قلم Q Branch مواجه می‌شود که باند آن را به داخل مواد شیمیایی پرت می‌کند و انفجاری ایجاد می‌شود که به فرارشان کمک می‌کند.
باند با ایجاد اختلال در سیستم آنتن، مانع بازگشت کنترل ماهواره توسط بوریس می‌شود. ترولیان تلاش می‌کند باند را متوقف کند اما در درگیری درون آنتن گیر می‌افتد و باند او را به پایین پرتاب می‌کند. ماهواره گلدن‌آی نابود می‌شود. ناتالیا باند را با هلیکوپتر نجات می‌دهد و پایگاه منفجر می‌شود. بقایای پایگاه روی ترولیان سقوط کرده و او کشته می‌شود، در حالی که بوریس نیز در انفجاری ناشی از مخازن نیتروژن مایع جان می‌دهد.
پس از فرود در مرتع، باند و ناتالیا آماده لذت بردن از آرامش هستند که جک وید و نیروهای تفنگداران آمریکایی می‌رسند و آن‌ها را به پایگاه دریایی گوانتانامو منتقل می‌کنند.

## بازخوردها
- استقبال منتقدان از فیلم بیشتر مثبت بود.
- در وب‌سایت جمع‌آوری نقد فیلم راتن تومیتوز فیلم را با رتبه تأیید ۸۰٪ با امتیاز ۷٫۱ از ۱۰ دارد.[۸]
- در متاکریتیک، این فیلم بر اساس رای ۱۹ منتقد، میانگین وزنی ۶۵ از ۱۰۰ را دارد که نشان‌دهنده «بررسی‌های عموماً مطلوب» است.[۹]
- تماشاگران شرکت‌کننده در نظرسنجی سینماسکور به فیلم نمره متوسط «A−» در مقیاس A+ تا F دادند.[۱۰][۱۱]